# Szekeres Dorina
Szekeres Dorina (Zalaegerszeg, 1992. július 30. –) magyar úszó, olimpikon. Az Indiana University-n végzett Sport marketing és management szakon. Jelenleg az International Swimming League-ben induló Team Iron menedzsere.  

## Sportpályafutás
2007-ben a rövid pályás Európa-bajnokságon 100 m háton a 33., 200 m háton a 15. helyen végzett. 2008-ban az ifjúsági Európa-bajnokságon nem jutott döntőbe az egyéni számokban. A vegyes váltóval kilencedik lett. A 2010-es Európa-bajnokságon 50 méter háton 27., 100 méteren 33., 200 méteren 15. volt. Ebben az évben először szerzett aranyérmet a magyar bajnokságon. 2011-ben az országos bajnokságon 200 méteren első lett. Az universiaden 28. lett 50 méteren, 31. 100 méteren. Ettől az évtől az Indiana University hallgatója lett. 2012-ben az Eb-n 50 méteren 38., 100 méteren 36., 200 méteren 17. volt. A londoni olimpián 200 méter háton 35. lett a selejtezőben. 2013-ban 15. az NCAA bajnokságon 400 méter vegyesen.